# The Candy Trail
The Candy Trail é um curta-metragem de comédia mudo norte-americano, realizado em 1916, com o ator cômico Oliver Hardy.

## Elenco
- Oliver Hardy - Plump (como Babe Hardy)
- Billy Ruge - Runt
- Florence McLaughlin - Village Belle (como Florence McLoughlin)
- Bert Tracy